# Edificio Otto Wulff
El Edificio Otto Wulff (también a veces escrito Otto Wulf) es un singular edificio, de estilo jugendstil o modernismo alemán, que está ubicado en la intersección de la Avenida Belgrano y la calle Perú (Belgrano 601) en el barrio de Monserrat, en la Ciudad de Buenos Aires, Argentina.
La construcción que se inició en 1912 y finalizó en 1914 fue realizada por encargo del empresario Otto Wulff en sociedad con el naviero Nicolás Mihanovich

Fue una de las tantas obras realizadas en el país por el arquitecto danés Morten F. Rönnow —de la escuela Jugendstil— (junto con la Iglesia Danesa en San Telmo, la sede de la embajada de Suiza en Barrio Parque y varias estancias y edificios de vivienda unifamiliar entre otros) en el doble carácter de proyectista y director de obra. La construcción, para la cual se trajeron materiales de Europa, estuvo a cargo de los ingenieros holandeses Pieter Jacobus Dirks y Willem Hendrik Johannes Dates.

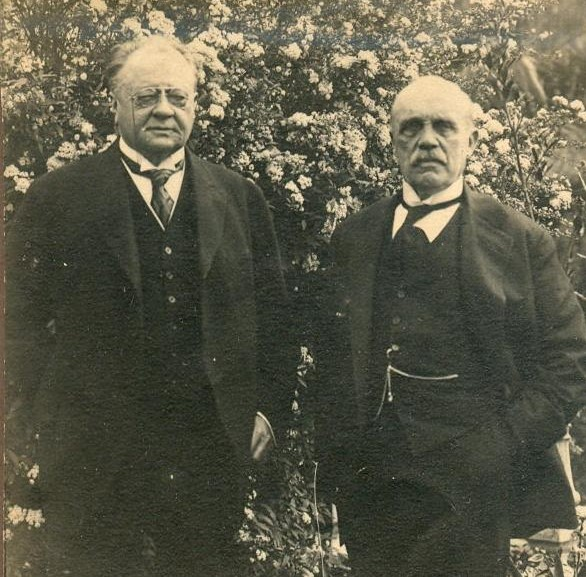
Ingenieros Dates (izquierda) y Dirks (derecha). Ca 1910. (fotografía perteneciente a la familia Bilbao-Dates)

Forma parte del Catálogo de Edificios de Valor Patrimonial de la ciudad y es una de las pocas construcciones realizadas en ese año en hormigón armado.

## Historia

### El predio inicial

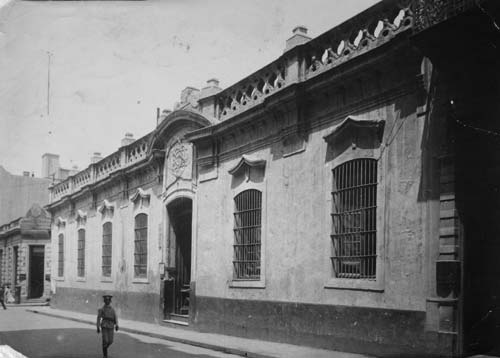
La casa de la vieja virreina

El edificio Otto Wulf fue también llamado La casa de la vieja virreina aludiendo a la casona que había existido en el lugar desde 1782 y que fuera adquirida en 1801 por el octavo virrey del Río de la Plata Joaquín del Pino y Rozas para albergar a su familia (siete hijos de un primer matrimonio y nueve del segundo matrimonio). El virrey falleció en 1804 mientras que su esposa Rafaela de Vera Mujica y López Pintado murió en 1816. Juana del Pino y Balbastro, una de las hijas del matrimonio, vivía en las proximidades de esta casa en la calle Defensa 346/356 pues desde 1809 era esposa de Bernardino Rivadavia, primer presidente argentino (1826-1827).
Esta casa tenía un elaborado pretil calado y heráldica en la puerta, siendo modelo de las grandes casas patriarcales porteñas. En la parte superior había una azotea protegida con una balaustrada de mampostería, calada por aberturas, llamadas "oculus", y varios pináculos sobre la baranda. Desde allí se luchó el 5 de julio de 1807 cuando los ingleses quisieron tomar por asalto la vivienda.
Luego el edificio perteneció al padre del obispo Medrano, quien hizo grabar su escudo de familia sobre la puerta principal y fue residencia obispal de la ciudad de Buenos Aires, vivienda del ministro de Portugal ante la Confederación y desde el 23 de mayo de 1878 sede del Montepío Municipal (antecesor del Banco Ciudad de Buenos Aires). A fines del siglo XIX esa casa fue convertida en inquilinato. Luego vino la venta en pública subasta en la cual Mihanovich adquirió la casa en $ 60.000.- y la posterior demolición de las construcciones existentes, y su reemplazo por el edificio Otto Wulf. El arquitecto danés que diseñó el edificio, Morten F. Rönnow, antes de demoler la casa, realizó un relevamiento que entregó a la Escuela de Arquitectura (hoy Facultad de Arquitectura, Diseño y Urbanismo) de la Universidad de Buenos Aires en 1950.

### Creencia desmentida

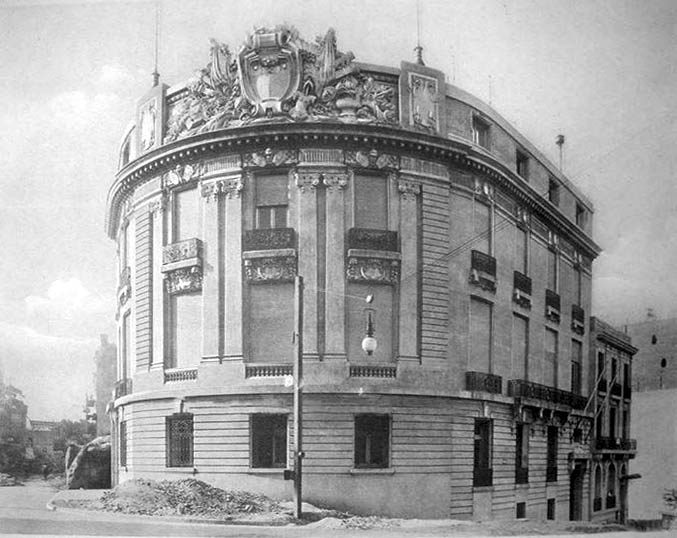
Edificio en el que efectivamente se encontraba la embajada del Imperio Austrohúngaro, en Esmeralda y Arroyo.

Una historia cuenta que en el edificio funcionó la legación del Imperio austrohúngaro hasta el derrumbe del mismo al finalizar la Primera Guerra Mundial. Sin embargo, la arquitecta Alejandra De Marco, en su tesis de posgrado, dejó en claro que si bien fue una inversión del empresario Otto Wulff, que tenía una explotación de quebrachales en el Chaco, asociado en la construcción del edificio con Nicolás Mihanovich (quien sí era representante consular honorario del Imperio austrohúngaro desde 1899) nunca existió dicha legación en ese edificio. Ésta en cambio se alojó en un predio de un complejo que había sido comprado por Nicolás Mihanovich a la empresa cervecera Bieckert, en Esmeralda y la recién abierta calle Arroyo.

### Actualidad

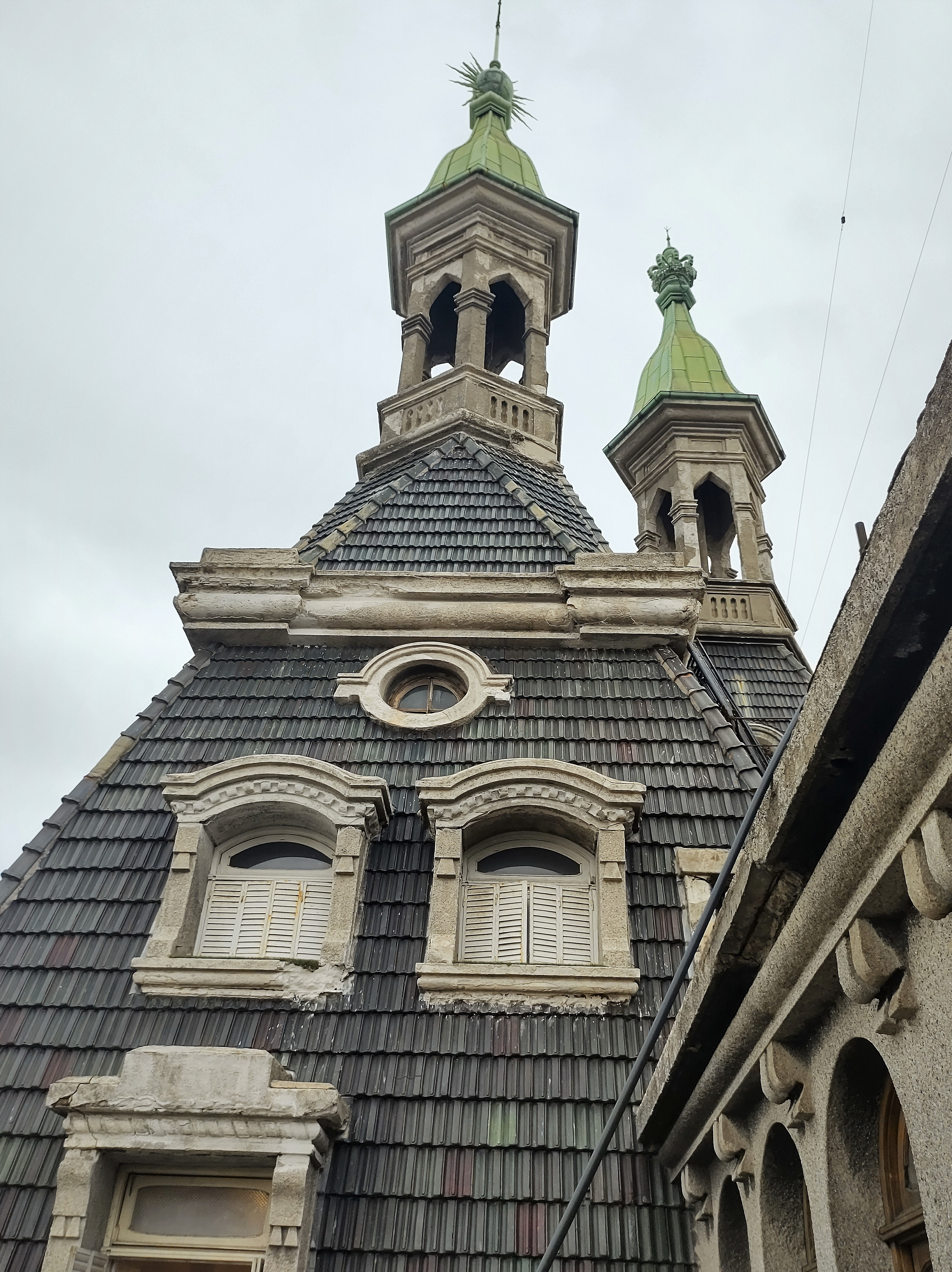
Las dos cúpulas

En la fachada actual hay una placa con la figura de la antigua casa de la virreina y la inscripción: "El Banco de la Ciudad de Buenos Aires en su centenario recuerda la sede de su precursor "Monte de Piedad" instalado en este solar de la casa de la Virreina 23/5/1978".
En 1998 el Gobierno de la Ciudad de Buenos Aires encaró la reparación del pararrayos que se había desplazado a más de 10 grados de su eje, como consecuencia de las tormentas que habían ocurrido en marzo de 1994.
En la valoración de especialistas se lo considera junto con el de la Confitería del Molino, uno de los más importantes de Buenos Aires. Está catalogado con protección estructural desde el punto de vista de las normas sobre conservación arquitectónica, lo que significa que cualquier modificación requiere la autorización previa.

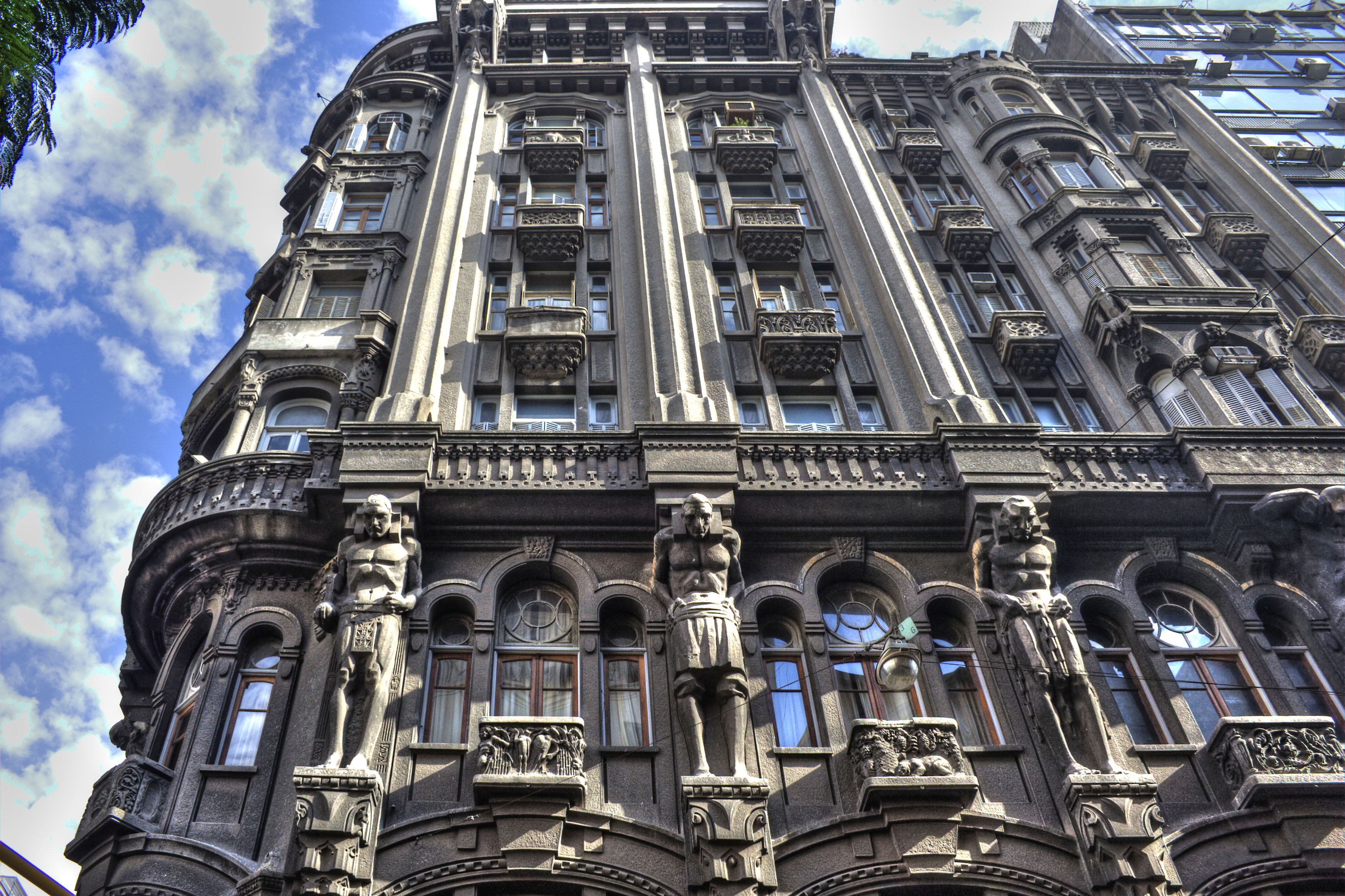
Los atlantes sobre la calle Perú

Por muchos años, el local de la planta baja estuvo ocupado por la Barraca Otto Wulff perteneciente al dueño del edificio. La misma se dedicaba a la venta de materiales de construcción (corralón) entre los que se destacaba hormigón armado, maderas y chapas. También se comercializaban artículos de producción propia como clavos, alambres y pesticidas. Este comercio era casa matriz de su homónima en la ciudad de Colonia del Sacramento (Uruguay) también perteneciente a Otto Wulf. Fue inaugurada el 24 de abril de 1913 y aún se mantiene en funcionamiento. Posteriormente, la filiar de Buenos Aires cerro sus puertas y el local permaneció vacío algún tiempo. El 16 de diciembre de 2011, la Agencia Gubernamental de Control del Gobierno de la Ciudad de Buenos Aires, por denuncia de un vecino e iniciativa del Defensor Adjunto del Pueblo porteño Gerardo Gómez Coronado, clausuró una importante refacción que se realizaba sin permiso en el local del edificio Otto Wulf destinada a abrir un local de Starbucks Coffee Argentina. Durante la obra, se removieron tres placas de mármol, para ser reemplazadas por un granito de calidad inferior, las cuales no se determinó cómo serían repuestas.

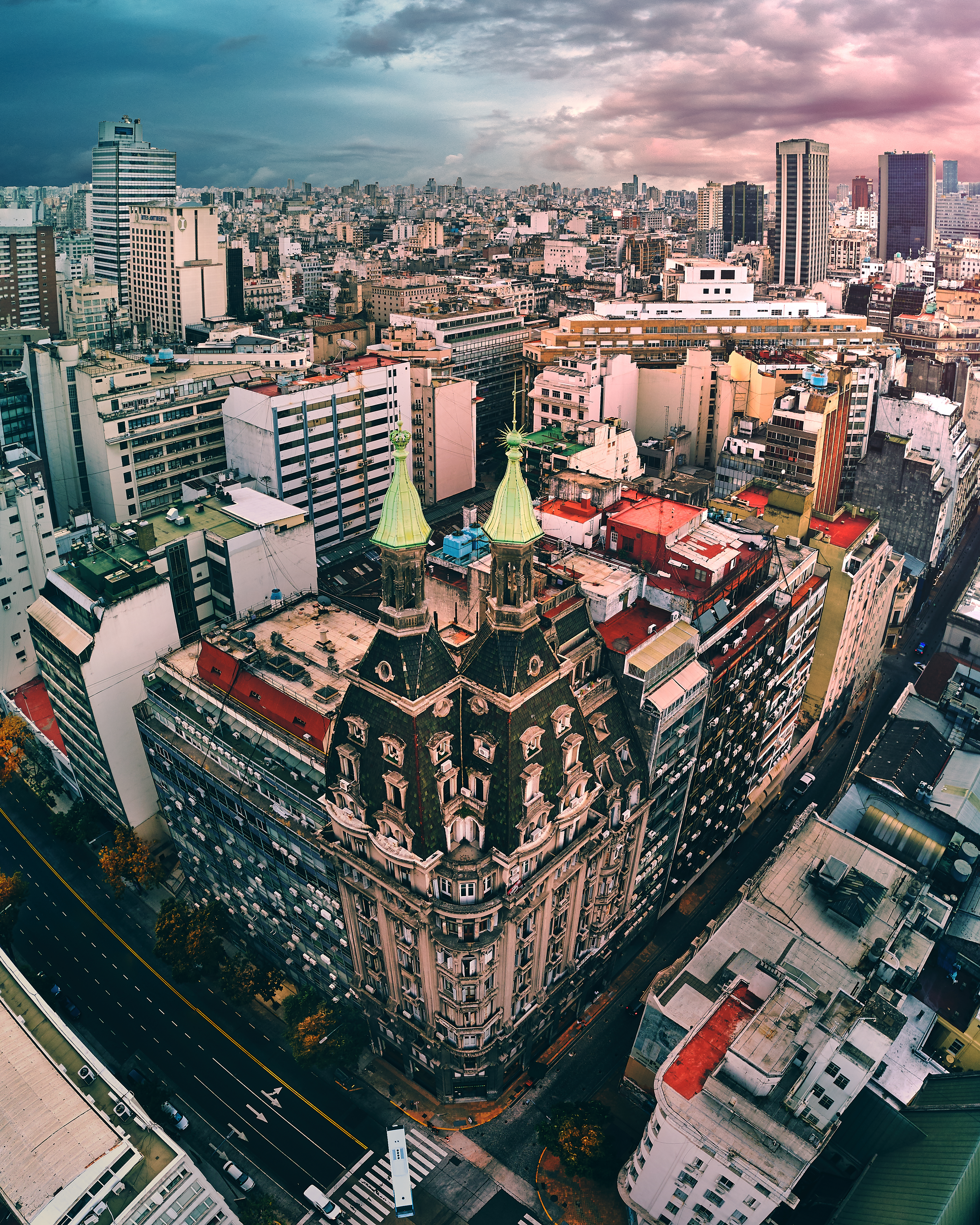

Finalmente, el 23 de abril de 2012, la sucursal de la multinacional abrió sus puertas. La remodelación incluyó la restauración de parte de los pisos originales con tirantes de madera, decoración con sillones de cuero y mobiliario de madera de época, la restauración de la puerta original de madera con diseño art nouveau y la conservación de la carpintería artística de hierro de los ventanales del local. Además, con la apertura de las cortinas metálicas que estaban cerradas desde el cierre del local, se descubrió nuevamente una decoración en hierro sobre el vano de la puerta, que representa a una telaraña metálica con una araña posada en el centro.
Actualmente está dividida en 56 unidades ocupadas por oficinas comerciales y profesionales, principalmente estudios de arquitectura.

## Descripción

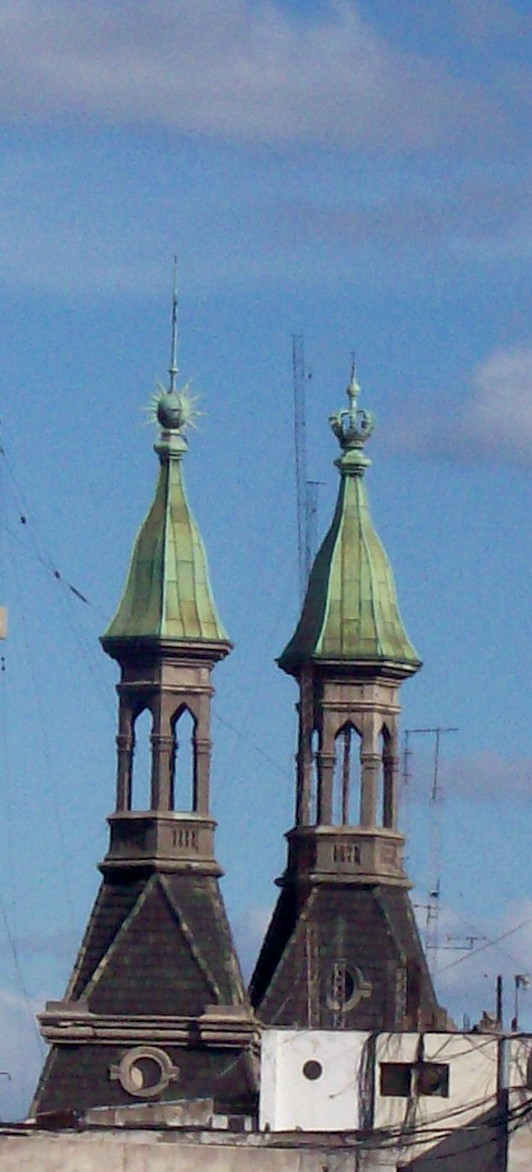
Las cúpulas.

El estilo arquitectónico del edificio ha sido ubicado "en el Jugendstil, la versión germana del art nouveau, pero también tiene rasgos renacentistas, del neogótico y del eclecticismo, más algunos trazos esotéricos del Palanti, principalmente los de su maravilloso Barolo."
Una excentricidad que viene de los tiempos de la arquitectura griega consiste en reemplazar las columnas por figuras humanas, reviviendo así a las cariátides, unas mujeres que sostienen aparentemente sin esfuerzo el techo del pórtico lateral de un templo llamado Erecteión, que está en la Acrópolis de Atenas. Cuando esas figuras son masculinas se llaman atlantes. En este edificio lucen ocho atlantes, tres sobre la calle Belgrano y cinco sobre Perú, de cinco metros, en actitud de estar sosteniendo desde el segundo piso el resto de la construcción, cada uno de los cuales representa uno de los artes y oficios relacionados con ella: herrero, carpintero, albañil, forjador, aparejador, escultor, y en la ochava el jefe de obras y el arquitecto o sea el mismo Rönnow. Una curiosidad es que las figuras tienen rasgos correspondientes a la población autóctona. En el fuste, hay esculturas de cóndores de 5 metros de altura y también de otros ejemplares de la fauna local tales como osos, loros, pingüinos y lechuzas, búhos, sapos, mulitas, cobras, víboras, yaguaretés, abejas y panales, libélulas; entre todas sus figuras se pueden contabilizar 680 en la fachada, que incluyen también al primer emperador chino de la dinastía Yuan, además de ojo de Horus.
Las figuras no son de piedra sino de hormigón armado, señalando que los constructores prefirieron las técnicas más modernas. 
El edificio está rematado por dos bellas torres cupuladas, a partir del séptimo piso, cada una con un depósito de agua disponible en caso de incendio, hechas -como los atlantes- en hormigón armado, que rematan en dos altas agujas. Como una lleva el sol en su extremo y la otra una corona, se conjeturó que representaban al emperador Francisco José y a su esposa, Isabel de Austria, conocida como Sissí y, asimismo, a la alianza imperial entre Austria y Hungría.
La construcción la llevó a cabo la empresa Dirks y Dates, y la inauguración se llevó a cabo en 1914.
Cuando se lo construyó, con casi 60 m de altura, era uno de los edificios más altos de Buenos Aires.